# 多良間村立多良間幼稚園
多良間村立多良間幼稚園（たらまそんりつ たらまようちえん）は、沖縄県宮古郡多良間村にある公立幼稚園。

## 概要
多良間島唯一の幼稚園であり、多良間小学校に併設されている。2年制の（4歳児、5歳児対象）2クラス構成である。園庭内にある大きなガジュマルの木が、園児たちの遊び場になっている。

## 沿革
- 1939年（昭和14年）9月23日 - 私立愛児園として発足。小学校長が園長を兼ね、専任職員3名を置く
- 1941年（昭和16年） - 愛稚園と改称
- 1942年（昭和17年） - 幼稚園と改称
- 1945年（昭和20年） - 空襲等のため休園となり、職員は自然退職になる
- 1946年（昭和21年）11月18日 - 幼稚園の開園式を挙行
- 1957年（昭和32年） - 中学校校舎の一部を園舎に使用する
- 1967年（昭和42年） - 村立幼稚園となる
- 1980年（昭和55年）3月10日 - 多良間小学校敷地内に新築した園舎（203平方メートル）の使用を開始

## 周辺
- 多良間小学校
- 多良間村役場
- 多良間村立図書館